# 中国国际科幻大会
中国国际科幻大会由四川省科学技术协会主办，2017年被称为第四届。该系列会议前身分别是1991年成都的“世界科幻协会WSF年会”，1997年的“北京国际科幻大会”，2007年的“中国（成都）国际科幻·奇幻大会”。2017年，该会与“中国科幻大会”同期在成都举办，被主办方正式命名为“中国国际科幻大会”，并宣布该大会升级为两年一度的常设性科幻活动，永久落户成都。
大会每年邀请国内外众多科幻界、科学界名家，参与系列讲座活动，幻迷免费报名参与讲座等活动。由科幻世界杂志社颁发的科幻作品“银河奖”颁奖典礼也会在大会上举行。

## 历史

### 1991年

#### 概况
1991年5月，四川省外办、省科协和《科幻世界》杂志联合举办的世界科幻协会WSF（World SF）年会在成都召开，是中国国际科幻大会的前身，也是国内首次召开的国际性科幻会议。四川省省长张皓若、副省长韩邦彦以及世界科幻协会主席马尔考姆·爱德华兹出席会议并分别讲话。
会议的宗旨是“科幻·和平·友谊”。

#### 部分参会嘉宾
四川省省长张皓若
四川省副省长韩邦彦
世界科幻协会主席马尔考姆·爱德华兹
台湾科幻作家和不明飞行物研究的开创者吕应钟
中国作家协会会员、世界科幻小说协会会员郑文光
中国科普及传记作家叶永烈
中国科幻作家韩松

#### 评价
韩松：“会议给中国科幻打了一剂强心针。从那以后，中国科幻重新走上了轨道。”

### 1997年

#### 概况
1997年，由中国科学技术协会主办、《科幻世界》杂志社承办的国际科幻大会在北京举行，美国和俄罗斯5名宇航员出席，上万名科幻迷参会。大会随后紧接着在成都月亮湾举办了国际科幻夏令营。
大会开幕前，科幻文学作家郑军写下长文《科幻文艺的创作与推广》，由姚海军以《星云增刊》的形式发表，作为给本次大会的献礼。

#### 部分参会嘉宾
美国宇航员香浓·露西德（Shannon W. Lucid）
美国科幻作家大卫·赫尔（David hale）
理论物理、粒子物理学家，中国科学院院士周光召
日本“中国科幻小说研究会”会长岩上治

#### 评价
“全球最具有想像的人汇聚一堂。”——周光召

### 2007年

#### 概况
由四川省科学技术协会主办、《科幻世界》杂志社协办的中国（成都）国际科幻·奇幻大会在成都举行，主题为“科学·幻想·未来”。
俄罗斯前宇航员弗拉基米尔.布格罗夫、加拿大科幻作家罗伯特·索耶、英国科幻作家尼尔·盖曼、美国科幻作家南希·克雷斯、上海交通大学科学史系主任江晓原、清华大学人文社会科学学院科学技术与社会研究所教授刘兵、中国科幻作家王晋康、刘慈欣在内的近50名嘉宾到场，就科幻奇幻小说的现状与发展，各种社会问题对科幻小说的影响以及中外科幻奇幻小说创作理念的异同等论题进行了报告与讨论，并讨论了如何走出一条开辟中国幻想文化产业道路等。

#### 部分参会嘉宾[6]
罗斯前宇航员弗拉基米尔.布格罗夫
加拿大科幻作家罗伯特·索耶
英国科幻作家尼尔·盖曼
美国科幻作家南希·克雷斯（Nancy_Kress）
上海交通大学科学史系主任江晓原
清华大学人文社会科学学院科学技术与社会研究所教授刘兵
中国科幻作家王晋康
中国科幻作家刘慈欣

### 2017年
由四川省科学技术协会主办，成都市科学技术协会、《科幻世界》杂志社、四川科技馆、四川电视台承办的中国国际科幻大会在成都举办，同期举办了“中国科幻大会”。此次活动将其正式命名为“中国国际科幻大会”，并宣布该大会升级为两年一度的常设性科幻活动，永久落户成都。
本次大会在11月10-12日举行，以“众创聚力、幻创未来”为主题，由开幕式、中国科幻产业论坛、国际科幻峰会、科幻系列专题会议、科幻与创意文化展、成都国际科幻电影展等六大版块构成。活动期间还与成都市各大高校科幻协会合作，集中开展校园科幻文化活动。
本次大会参考了国外的世界科幻大会（worldcon）举办方式，三天内举行40多场主题论坛、演讲与对话，以及第28届银河奖和2017水滴奖颁奖典礼。论坛主题有“科幻文学如何进入主流文学视野”、“从科幻网剧看科幻视觉化的问题”、“科幻如何提供认知创新”、“中国科幻史中的四川”、“世界科幻将走向何方”、“如何防止人工智能抢走作家的饭碗”、“将亚洲传说写进科幻——韩国科幻产业”、“人类与Al交往原则”等。
这次大会首次打通了科幻出版、漫画、电影、VR、游戏等全产业链，并发布了《成都科幻宣言》，大会组委会宣布成都将落实建设“中国科幻城”（科幻产业园），并成立四川省科幻协会，以这些举措推动四川科幻产业发展。

#### 部分参会嘉宾
中国科协党组书记、常务副主席怀进鹏
四川省委副书记、省长尹力
第75届世界科幻大会副主席克里斯托·赫夫
日本科幻奇幻作家藤井太洋（Fujii Taiyo）
“加拿大科幻教长”罗伯特·索耶
美国科幻作家迈克尔·斯万维克（Michael_Swanwick）
月宫一号总设计师刘红
中国科学院物理所研究员丁洪
中国科幻作家王晋康
中国科幻作家刘慈欣
中国科幻作家韩松